# Antoni Lange (Maler)
Antoni Lange (* um 1779 in Wien; † 1844 in Lemberg) war ein österreichischer Maler, Lithograph und Bühnenbildner.

## Leben
Antoni Lange war Sohn eines Schauspielers des Wiener Hoftheaters. Er studierte Malerei bei Lorenz Adolf Schönberger (1768–1846). 1810 siedelte er nach Lemberg um. Er war zwanzig Jahre lang als Bühnenbildner im Theater von Jan Nepomucen Kamiński tätig. Lange schuf zahlreiche Landschaftsbilder in Öl, Gouache und Aquarell mit Ansichten aus Ostgalizien, wie Sbarasch, Olesko und Terebowlja, sowie auch romantische Alpenlandschaften.
Aufgrund Langes Bilder und Zeichnungen entstanden die bei der Lithografieanstalt Piotr Piller gedruckten Alben „Sammlung schönster Gegenden von Galizien“ (1823). Und „Sammlung von Ansichten wertvollster Gärten Polens“ (1825/27).
Vierzehn seiner Bilder schmückte die Räume des Lemberger Rathauses. Der Künstler wurde auch mit der Ausschmückung der Stadt anlässlich verschiedener Feierlichkeiten, wie z. B. Besuche des Kaisers beauftragt.

## Galerie

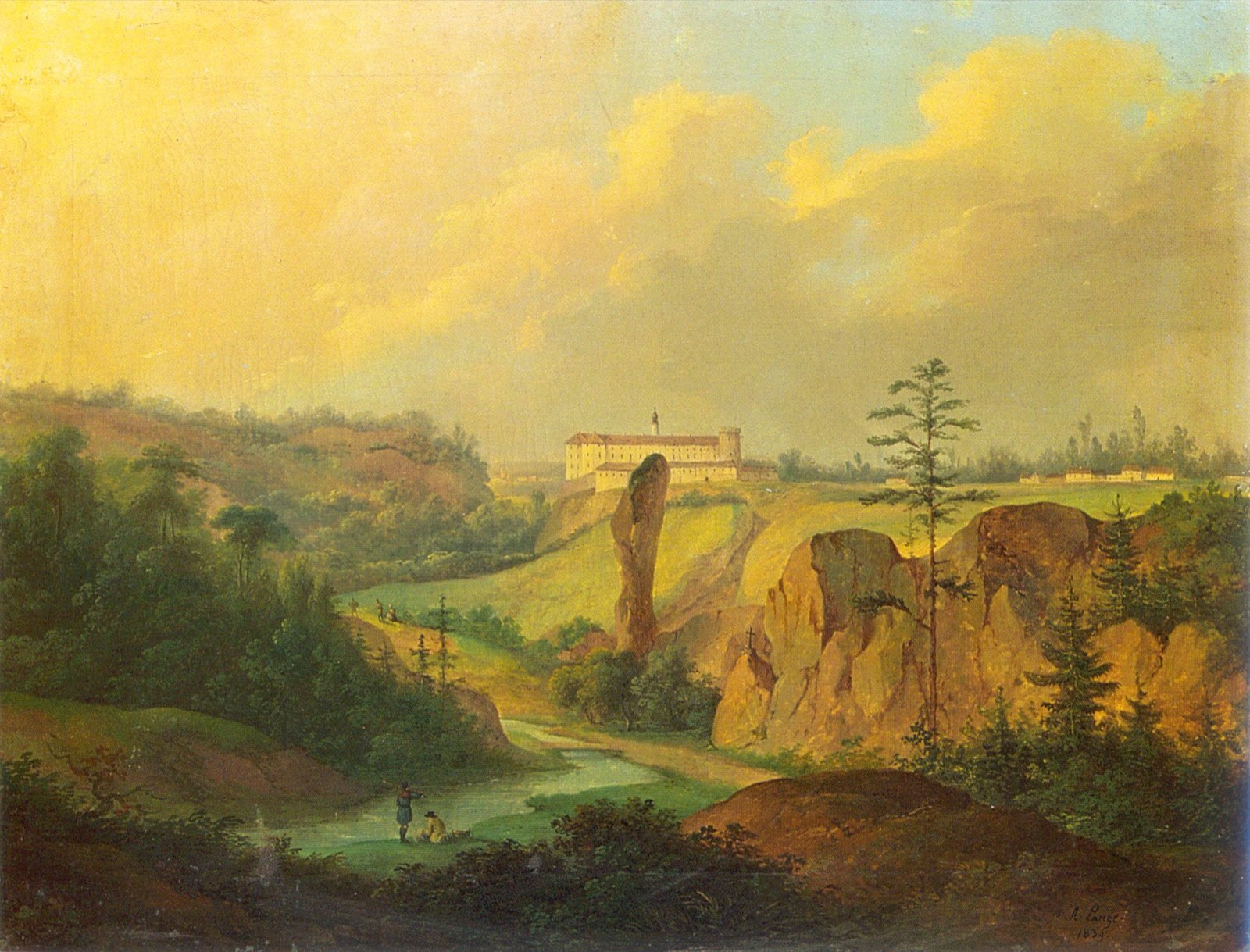
Schloss in Pieskowa Skała
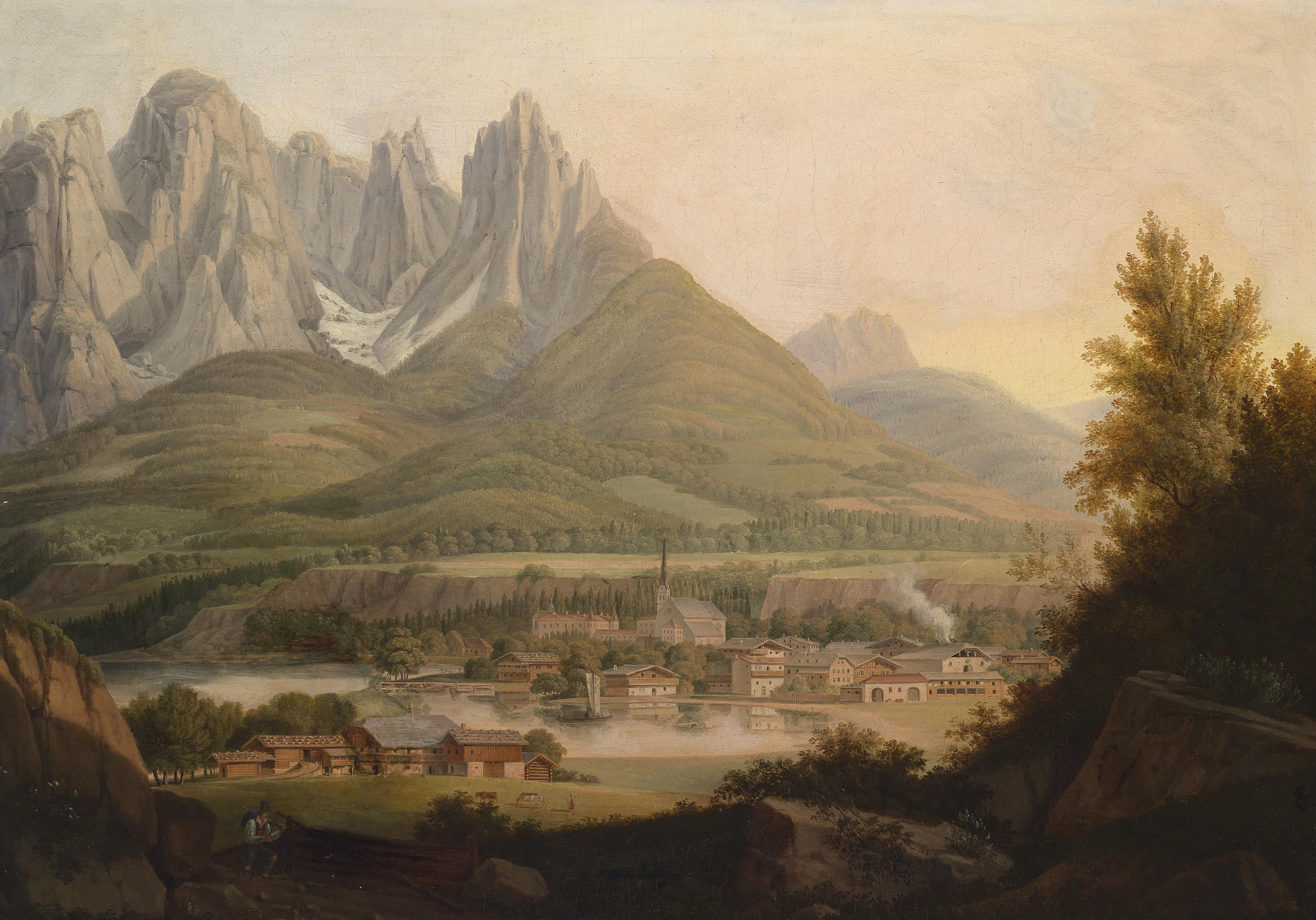
Stadt am Flussufer
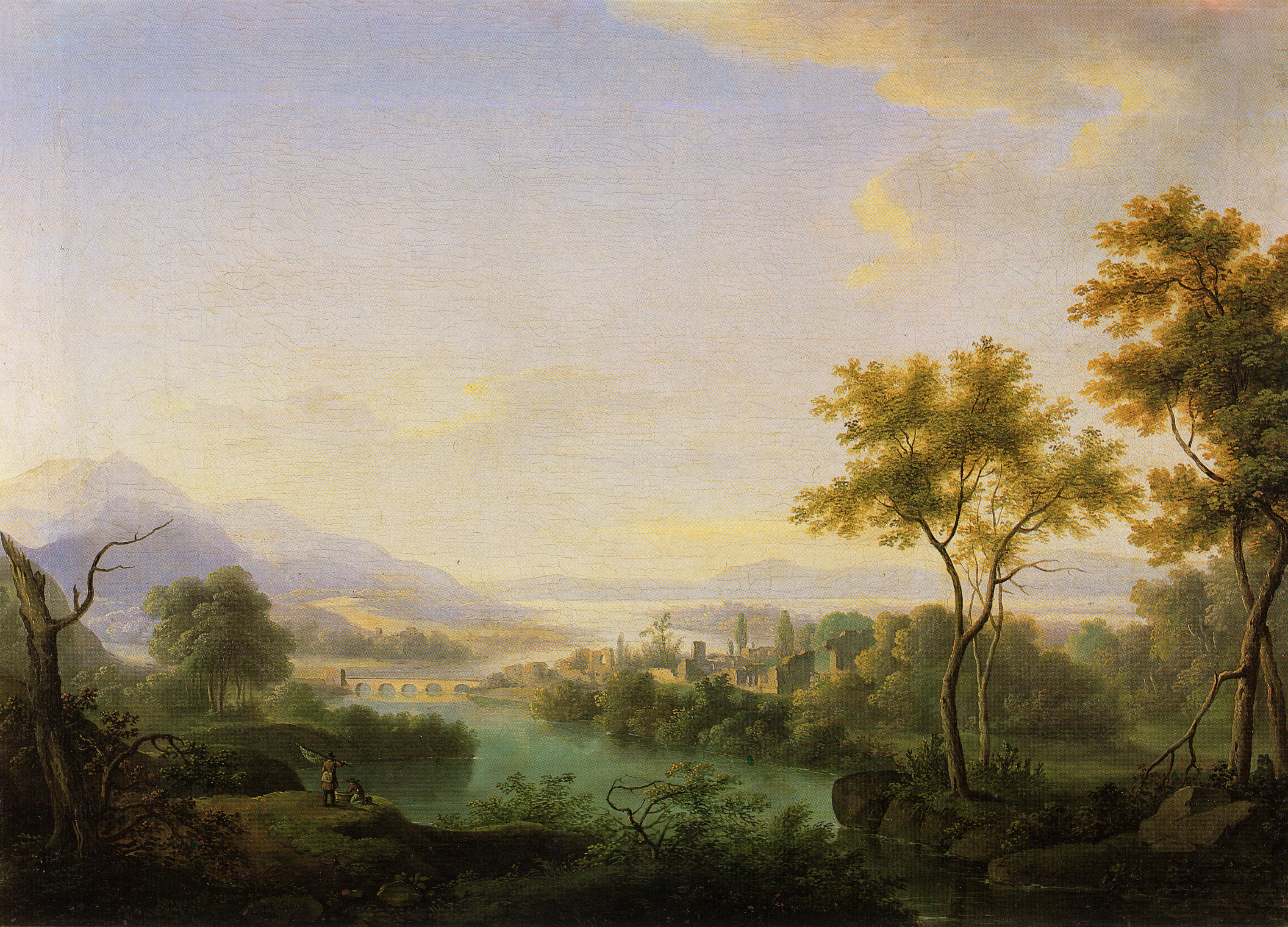
Landschaft mit Fischern
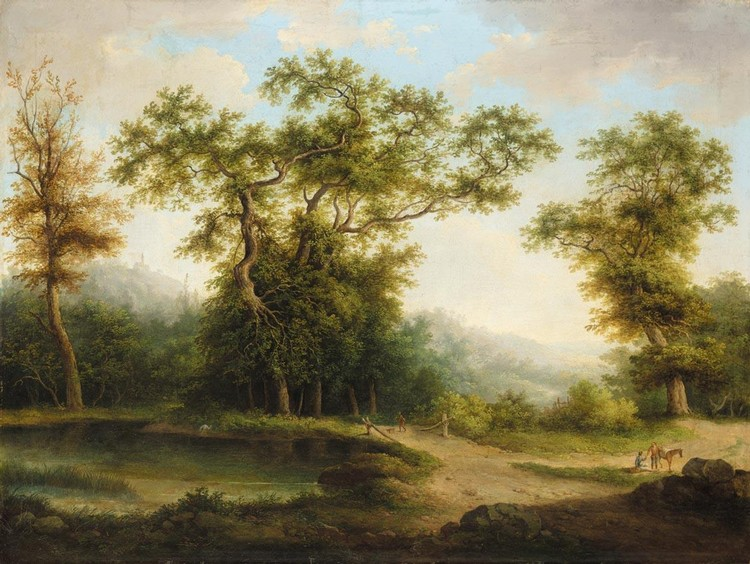
Frühlingslandschaft mit Teich
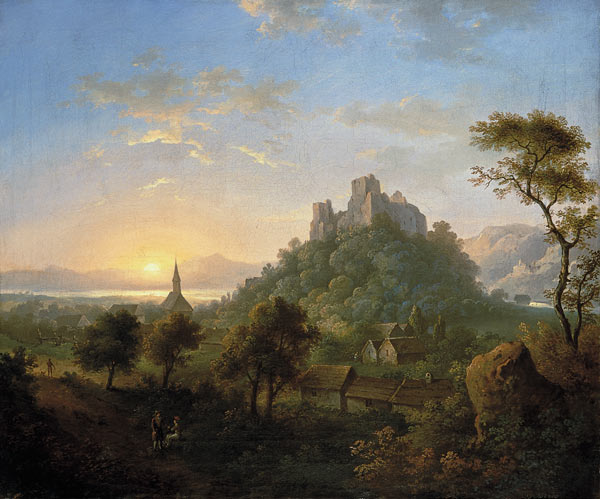
Ansicht der Burgruine von Janowiec